# Gongsan-dong
Gongsan-dong (koreanska: 공산동, 公山洞) är en stadsdel i staden Daegu i den sydöstra delen av Sydkorea, 240 km sydost om huvudstaden Seoul. Den ligger i stadsdistriktet Dong-gu. Större delen av stadsdelen består av glest befolkade bergsområden. I nordöstra delen ligger templet Donghwasa.